# ガスパル西
ガスパル西（ガスパルにし、1556年（弘治2年） - 1609年12月10日（慶長14年11月14日））は肥前国松浦郡生月島（現在の長崎県平戸市）の戦国時代から江戸時代初期にかけてのキリシタン。同地にて殉教し、2008年にカトリック教会の福者に列せられた。トマス西は息子である。

## 生涯
1556年（弘治2年）、生月島にて誕生。2歳の時にガスパル・ヴィレラからカトリックの洗礼を受けた。未亡人であったウルスラ・トイと結婚し、その連れ子であったガスパル・トイと、ウルスラとの間に生まれた息子3人、娘1人を育てた。娘・マリアの嫁ぎ先の父でありキリシタンの取り締まりを行っていた近藤喜三が松浦鎮信に訴えたことにより捕らえられ、1609年（慶長14年）に死罪となった。その際にイエス・キリストと同じ磔刑を望んだが認められず、生月島の黒瀬の辻で斬首に処せられた。望んだ地での処刑であった。また、妻ウルスラ、長男ジョアン（ヨハネ）又一も同じように斬首された。
なお、次男・トマス六左衛門（トマス西）は、マニラでドミニコ会の司祭となり、帰国後は長崎に潜伏しながら布教活動を行っていたところを捕らえられ処刑された。三男・ミカエル加左右衛門は、広島の教会で奉仕を行っていたが、兄であるトマス西をかくまったことを理由に、妻や子供と共に死罪となった。
ガスパル西とともに、妻ウルスラ、長男ジョアン又一は2008年（平成20年）11月24日に日本で初めて長崎市で行われた列福式でカトリック教会の福者に列せられた。また、次男トマスは1987年（昭和62年）に「聖トマス西と15殉教者」として聖人に列せられている。